# الشيوعية الدولية
كانت الشيوعية الدولية (الكومنترن)، المعروفة أيضًا باسم الأممية الثالثة (1919-1943)، منظمة دولية تدافع عن الشيوعية العالمية. قررت الكومنترن في مؤتمرها الثاني «النضال بتسخير كل الوسائل المتاحة، ومن ضمنها القوة المسلحة، لإسقاط البرجوازية الدولية وإنشاء الجمهورية السوفيتية الدولية كمرحلة انتقالية لإلغاء الدولة إلغاء كاملًا». سبق الكومنترن تفكُّك الأممية الثانية عام 1916.
عقدت الكومنترن سبعة مؤتمرات عالمية في موسكو بين عامي 1919 و 1935. وخلال تلك الفترة، أجرت أيضًا ثلاثة عشر اجتماعًا موسّعًا للجنتها التنفيذية الحاكمة، أدت هذه الاجتماعات دور المؤتمرات الأكبر والأفخم إلى حدٍّ ما. حلّ ستالين، قائد الاتحاد السوفيتي، الكومنترن في عام 1943 لتجنب معاداة حليفيه -الولايات المتحدة والمملكة المتحدة- في السنوات الأخيرة من الحرب العالمية الثانية.

## التاريخ التنظيمي

### فشل الأممية الثانية
ازدادت الاختلافات بين الجناح الثوري والجناح الإصلاحي للحركة العمالية على مدى عقود، ولكن اندلاع الحرب العظمى كان العامل المحفز لانفصالهما. تألف الحلف الثلاثي من إمبراطوريتين، بينما تأسّس الوفاق الثلاثي بين فرنسا وبريطانيا والإمبراطورية الروسية. كان الاشتراكيون مناهضين للحرب وأمميين على مر التاريخ، إذ حاربوا ما اعتبروه استغلالًا عسكريًا للبروليتاريا لمصلحة الدول البرجوازية. صوّتت غالبية الاشتراكيين لصالح القرارات التي تدعو الأممية الثانية إلى مطالبة الطبقة العاملة العالمية بمعارضة الحرب في حال الإعلان عنها.
ولكن بعد بداية الحرب العالمية الأولى، أعلنت العديد من الأحزاب الاشتراكية الأوروبية دعمها لأمتها المعنية. شملت بعض الاستثناءات حزب العمال البريطاني والحزب الاشتراكي في البلقان. حتى الحزب الديمقراطي الاشتراكي الألماني صوّت لصالح الحرب، ما أثار دهشة فلاديمير لينين. بعد اغتيال الاشتراكي الفرنسي المناهض للحرب جان جوريس في 31 يوليو 1914، شدّدت الأحزاب الاشتراكية دعمها في فرنسا لحكومة الوحدة الوطنية.
وقفت أغلب الأحزاب الاشتراكية في البلدان المحايدة على الحياد، بدلًا من معارضة الحرب كليًّا. من ناحية أخرى، نظّم لينين خلال مؤتمر زيمروالد عام 1915 معارضةً لـ «الحرب الإمبريالية» باسم زيمروالد اليسار، ونشر كتيب الاشتراكية والحرب سمّى فيه الاشتراكيين المتعاونين مع حكوماتهم الوطنية بالاشتراكيين الشوفينيين، أي الاشتراكيين بالاسم، ولكن القوميين بالفعل. لم يقدّم زيمروالد اليسار أي نصائح عملية حول كيفية بدء الثورة الاشتراكية.
انقسمت الأممية الثانية إلى جناح يساري ثوري، وجناح وسطي معتدل، وجناح يميني إصلاحي. أدان لينين معظم أعضاء الوسط بتسميتهم «اشتراكيين سلميين» لعدة أسباب، من ضمنها تصويتهم على اعتمادات الحرب رغم معارضة الحرب علانية. استهدف مصطلح لينين «اشتراكي سلمي» رامزي ماكدونالد، زعيم حزب العمل المستقل في بريطانيا، الذي عارض الحرب على أسس السلمية لكنه لم يناضل ضدها بفعالية.
تفككت الأممية الثانية في عام 1916، بعد أن فقدت مصداقيتها بسبب عدم اكتراثها بالأحداث العالمية. في عام 1917، نشر لينين أطروحات أبريل التي دعمت علانية الانهزامية الثورية، إذ كان البلاشفة يأملون أن تخسر روسيا الحرب فيتمكنوا على الفور من إشعال تمرد اشتراكي.

### أثر الثورة الروسية
كان انتصار الحزب الشيوعي الروسي في الثورة البلشفية في نوفمبر 1917 ملموسًا في جميع أنحاء العالم وظهر خيار بديل للسلطة في السياسة البرلمانية. مع اقتراب معظم أوروبا من الانهيار الاقتصادي والسياسي في أعقاب مذابح الحرب العالمية الأولى، انتشرت المشاعر الثورية على نطاق واسع. اعتقد البلاشفة الروس الذين يقودهم لينين أنه ما لم تجتح الثورة الاشتراكية أوروبا، فإن القوة العسكرية للرأسمالية العالمية ستسحقهم كما سحقت قوة السلاح كومونة باريس في عام 1871، واعتقدوا أن هذا يتطلب أممية جديدة لتأجيج الثورة في أوروبا وحول العالم.

## الفترة الأولى للكومنترن
خلال هذه الفترة المبكرة (1919-1924)، المعروفة باسم الفترة الأولى في تاريخ الكومنترن، عندما كانت الثورة البلشفية تتعرض للمهاجمة في الحرب الأهلية الروسية ولموجة من الثورات في جميع أنحاء أوروبا، كانت أولوية الكومنترن هي تصدير ثورة أكتوبر. كان لدى بعض الأحزاب الشيوعية أجنحة عسكرية سرية، كجناح إم-أبارت التابع للحزب الشيوعي الألماني مثلًا. كان الغرض منه الاستعداد للحرب الأهلية التي اعتقد الشيوعيون أنها وشيكة في ألمانيا وتصفية الخصوم والمخبرين الذين ربما تسلّلوا إلى الحزب. كانت هناك أيضًا منظمة شبه عسكرية تسمى تحالف مقاتلي الجبهة الحمراء.
شاركت الكومنترن في الثورات التي اندلعت في جميع أنحاء أوروبا في هذه الفترة، بدءًا من الجمهورية المجرية السوفيتية في عام 1919. أُرسل مئات المحرضين والمساعدات المالية من الاتحاد السوفيتي وكان لينين على اتصال منتظم مع زعيمها بيلا كون. سرعان ما تشكلت مجموعة إرهابية رسمية تابعة للمجلس الثوري للحكومة، تُعرف بصورة غير رسمية باسم فتية لينين. كانت المحاولة التالية هي حراك مارس في ألمانيا عام 1921، الذي تضمّن محاولةً لتفجير القطار السريع من هاله إلى لايبزيغ. بعد فشل هذا، طرد الحزب الشيوعي الألماني رئيسه السابق باول ليفي من الحزب لانتقاده علنًا حراك مارس في كتيب صادقت عليه اللجنة التنفيذية للشيوعية الدولية قبل المؤتمر الثالث. تزامنت محاولة جديدة مع أزمة الرور في الربيع ثم حدثت محاولة أخرى في أجزاء مختارة من ألمانيا في خريف عام 1923. جرت تعبئة الجيش الأحمر استعدادًا لمساعدة التمرد المخطَّط له. أدت الإجراءات الحاسمة التي اتخذتها الحكومة الألمانية إلى إلغاء الخطط، ولكن بسبب سوء التواصل الذي حدث في هامبورغ تمكّن 200-300 شيوعي من مهاجمة مخافر الشرطة، إلا أنهم هُزموا بسرعة. في عام 1924، حدث انقلاب فاشل في إستونيا نفّذه الحزب الشيوعي الإستوني.

### المؤتمر التأسيسي
تأسست الكومنترن في مؤتمر عُقد في موسكو يومي 2 و 6 مارس 1919. افتُتح المؤتمر بتكريم كارل ليبكنخت وروزا لوكسمبورغ، اللذين قتلهما الفرايكوربس أخيرًا خلال انتفاضة سبارتاكوس في خلفية الحرب الأهلية الروسية. حضر المؤتمر 52 مندوبًا من 34 حزبًا. قرروا تشكيل لجنة تنفيذية تضم ممثلين عن أهم الأقسام وأن يكون للأحزاب الأخرى التي تنضم إلى الأممية ممثلوها. قرر المؤتمر أن تنتخب اللجنة التنفيذية مكتبًا يضم خمسة أعضاء لإدارة الشؤون اليومية للأممية. ولكن هذا المكتب لم يتشكّل، وفوّض لينين وليون تروتسكي وكريستيان راكوفسكي في وقت لاحق مهمة إدارة الأممية إلى غريغوري زينوفايف كرئيس للسلطة التنفيذية. ساعد زينوفايف كلٌّ من أنجليكا بالابانوف -بصفتها سكرتيرة للأممية- وفيكتور ل. كيبالتشيتش وفلاديمير أوسيبوفيتش مازين. قدّم لينين وتروتسكي وألكسندرا كولونتاي المواد. كان الموضوع الرئيسي للنقاش هو الاختلاف بين الديمقراطية البرجوازية وديكتاتورية البروليتاريا.
دُعيت الأحزاب والحركات التالية لحضور المؤتمر التأسيسي:
- الحزب الشيوعي الروسي (البلاشفة)
- رابطة سبارتاكوس (ألمانيا)
- الحزب الشيوعي النمساوي
- حزب العمال الشيوعي المجري (الذي كان في السلطة خلال قيادة بيلا كون للجمهورية المجرية السوفيتية)
- الحزب الشيوعي الفنلندي
- حزب العمال الشيوعي البولندي
- الحزب الشيوعي الإستوني
- الحزب الشيوعي اللاتفي
- الحزب الشيوعي الليتواني
- الحزب الشيوعي (البلاشفة) في روسيا البيضاء
- الحزب الشيوعي (البلاشفة) الأوكراني (القسم الأوكراني من الحزب الشيوعي الروسي)
- العناصر الثورية للحزب الاشتراكي الديمقراطي التشيكي
- الحزب الاشتراكي الديمقراطي والعمالي البلغاري
- الحزب الاشتراكي الروماني
- الحزب الاشتراكي الديمقراطي اليساري الصربي
- حزب اليسار الاشتراكي الديمقراطي السويدي
- حزب العمل النرويجي
- مجموعة كلاسيكامبن
- الحزب الشيوعي الهولندي
- العناصر الثورية لحزب العمال البلجيكي (الذي شكّل الحزب الشيوعي البلجيكي في عام 1921)
- الجماعات والمنظمات داخل الحركات الاشتراكية والنقابية الفرنسية
- اليسار في الحزب الاشتراكي الديمقراطي السويسري
- الحزب الاشتراكي الإيطالي
- العناصر الثورية للحزب الاشتراكي العمالي الإسباني
- العناصر الثورية للحزب الاشتراكي البرتغالي
- الأحزاب الاشتراكية البريطانية (لا سيما التيار الذي يمثله جون ماكلين)
- حزب العمل الاشتراكي (المملكة المتحدة)
- العمال الصناعيون في العالم (المملكة المتحدة)
- العناصر الثورية للمنظمات العمالية الأيرلندية
- العناصر الثورية بين ممثلي النقابات العمالية (المملكة المتحدة)
- حزب العمل الاشتراكي (الولايات المتحدة)
- العناصر اليسارية للحزب الاشتراكي الأمريكي (التوجّه الذي تمثله رابطة الدعاية الاشتراكية الأمريكية)
- العمال الصناعيون في العالم (الولايات المتحدة)
- العمال الصناعيون في العالم (أستراليا)
- الاتحاد الصناعي الدولي للعمال (الولايات المتحدة)
- الجماعات الاشتراكية في طوكيو ويوكوهاما (اليابان، يمثلها سين كاتاياما)
- منظمة الاشتراكيين الشباب الدولية (يمثلها ويلي مونزنبرغ)

من بين هؤلاء، حضر ما يلي (انظر إلى قائمة المندوبين في مؤتمر الكومنترن الأول): الأحزاب الشيوعية في روسيا وألمانيا والنمسا الألمانية والمجر وبولندا وفنلندا وأوكرانيا ولاتفيا وليتوانيا وبيلاروس وإستونيا وأرمينيا ومنطقة ألمان الفولغا؛ وحزب اليسار الاشتراكي الديمقراطي السويدي (المعارضة)، حزب البلقان الثوري الشعبي في روسيا؛ وزيمروالد الجناح الأيسر في فرنسا؛ والجماعات الشيوعية التشيكية والبلغارية واليوغسلافية والبريطانية والفرنسية والسويسرية؛ والمجموعة الاشتراكية الديمقراطية الهولندية؛ ورابطة الدعاية الاشتراكية وحزب العمل الاشتراكي الأمريكي؛ وحزب العمال الاشتراكي الصيني؛ ونقابة العمال الكورية والأقسام التركستانية والتركية والجورجية والأذربيجانية والفارسية التابعة للمكتب المركزي للحزب الشرقي الشعبي ولجنة زيمروالد.
عمل زينوفايف كأول رئيس للجنة التنفيذية للكومنترن من عام 1919 إلى عام 1926، لكن لينين كان الشخصية المهيمنة فيها حتى وفاته في يناير 1924، إذ وضع استراتيجيته للثورة في ما العمل؟ (1902). نصّت السياسة المركزية للكومنترن تحت قيادة لينين على وجوب تأسيس الأحزاب الشيوعية في جميع أنحاء العالم لمساعدة الثورة البروليتارية العالمية. تشاركت الأحزاب أيضًا مبدأه المتمثل في المركزية الديمقراطية (حرية المناقشة، وحدة العمل)، أي إن الأحزاب تتخذ القرارات بديمقراطية، ولكنها تدعم بأسلوب منضبط القرار الذي اتُّخذ أيًّا كان. في هذه الفترة، رُقِّيت الكومنترن لتصبح أركان الحرب للثورة العالمية.